# Kufer Jana Chryzostoma Paska
Kufer Jana Chryzostoma Paska (także Ławeczka Jana Chryzostoma Paska) – pomnik odsłonięty w 2022 r. na placu Józefa Piłsudskiego w Rawie Mazowieckiej, w województwie łódzkim.
Autorem rzeźby jest Sławomir Micek. Pomnik ma postać ławki pomnikowej w kształcie kufra. Jan Chryzostom Pasek został przedstawiony w chwili pisania Pamiętników w towarzystwie wydry o imieniu Robak, która została opisana w tym utworze. Rzeźba wyposażona została w multimedialny odtwarzacz z nagraniami fragmentów Pamiętników Jana Chryzostoma Paska oraz informacjami o autorze.
Obiekt znajduje się na Szlaku Pomnikowych Ławeczek PTTK.